# Severnyeiland
Severnyeiland (Russisch: остров Северный; ostrov Severny; "Noordereiland") is het noordereiland van de Russische eilandenarchipel Nova Zembla. Het bevindt zich tussen 73 en 77 graden noorderbreedte, op de grens van de Barentszzee in het westen en de Karazee in het oosten en wordt gescheiden van het zuidelijkere Joezjnyeiland door de nauwe zeestraat Matotsjkin Sjar. Het langgerekte, in zuidwest-noordoostelijke richting verlopende eiland heeft een oppervlakte van 48.904 km², waarmee het groter is dan Nederland en naar grootte het 4e eiland van Europa en het 29e eiland ter wereld vormt (tweede van Rusland na Sachalin).
Het eiland vormt de verste uitloper van het Oeralgebergte, heeft een breedte tot 132 kilometer, een hoogte tot 1547 meter en is grotendeels vergletsjerd, waarbij de ijsdikte kan oplopen tot 400 meter. Er bevinden zich een grote aaneengesloten gletsjermassa met een oppervlakte van 19.800 km² (grootste ijsoppervlak van Rusland) en een groot aantal kleinere gletsjers met een totale oppervlakte van 3.900 km². De gletsjers lopen op veel plaatsen uit in zee, waar ze ijsbergen vormen.
Het WWF telt het gebied tot de ecoregio PA1101.

## Kusten
Het eiland heeft grillige kusten. Aan de zuidoostkust bevinden zich van zuid naar noord de volgende baaien (goeba) en golven (zaliv), bochten (boechta), schiereilanden (poloeostrov), eilanden(groepen) (ostrov) en kapen (mys): Tsjekinagolf, het schiereiland Borisova met Kaap Voronina, Neznajemygolf, Medvezjigolf, Chramtsjenkogolf, Kaap Krasjeninnikova, Tsivolkigolf, de eilanden Tsivolki en Pachtoesova, Ogagolf, het schiereiland Promezjoetotsjny met Kaap Vikoelova, Sedovagolf, Neoepokojevagolf, Kaap Bogoesjevitsja, Roesanovagolf, het schiereiland Matoesevitsja met Kaap Dalni, Novygolf, Kaap Medvezji, Vlasjevagolf, Blagopoloetsjiagolf (waar het voormalige poolstation Zaliv Blagopoloetsjia zich bevond), Kaap Opasny, een langgerekt stuk kust, Kaap Middendorfa, Kaap Sporny Navolok (waar Willem Barentsz overwinterde in Het Behouden Huys), Ledjanaja Gavangolf, Kaap Bismark, Kaap Konstantia, Moermantsobocht, Kaap Flissingski, Nataljigolf en Kaap Zjelania (waar het weerstation Mys Zjelania zich bevindt).
Aan de noordwestzijde van het eiland bevinden zich van noordoost naar zuidwest de volgende golven, baaien, schiereilanden, eilanden(groepen) en kapen: de Bolsjieje Oraiskieje-eilanden, Kaap Karlsena, Kaap Varnek, Kaap Medvezji, Inostrantsevagolf ("buitenlandergolf"), Kaap Pinegina, Kaap Vize, Kaap Obroetsjeva, Kaap Sacharova, Kaap Oetesjenia (waar het voormalige poolstation Roesskaja Gavan zich bevond), Roesskaja Gavangolf, het schiereiland Litke met Kaap Nassaoe, de Barentsa-eilanden en Kaap Litke, Borzovagolf, een schiereiland met het eiland Pankratjev, het eiland Severny Krestovy en de eilandengroepen Joezjnye Krestovy en Gorbovy en het eiland Bercha (gescheiden van Severnyeiland door de zeestraat Pachtoesova) en het eiland Viljama, Kaap Lednykovy, Vilkitskogogolf, Nordensjeldagolf, Kaap Obrazjny, Kaap Lava, Glazovabaai, Kaap Nikolaja, het schiereiland Admiraltejstva, Kaap Spidill, Moermangolf, Kaap Borisova, Masjichinabaai, Kaap Sjantsa, Kaap Tsjernitskogo, Severnaja Soelmenevabaai, Joezjnaja Soelmenevabaai, Kaap Prokopjeva, Krestovajabaai, Kaap Litke, Melkajagolf (waar de rivier de Melkaja uitmondt), Soffonovabaai, Kaap Soechoj Nos, Kaap Ostrovnoj, Matjoesjichabaai, Kaap Mitjoesjev en het eiland Mitjoesjev (gescheiden van Severnyeiland door de Straat Krotova).
Tijdens de tocht van Willem Barentsz kregen veel van de bovengenoemde geografische elementen aan de noordwestkust een Nederlandse naam. In de 19e eeuw werden veel van deze namen echter vervangen. Een paar namen verwijzen nog naar deze tocht, zoals Kaap Nassaoe (Kaap Nassau) en Kaap Flissingski (Kaap Vlissingen).

## Menselijke activiteiten
In 1910 werd het eiland voor het eerst volledig omvaren door de Russische poolonderzoeker Vladimir Roesanov aan boord van de Dmitri Soloenski.
De afstammelingen van de Nenetsen en andere inwoners van Nova Zembla werden in 1955 vanuit de dorpen en nederzettingen waar ze woonden op Joezjnyeiland, bijeengebracht in het kamp Lagernoje aan de noordoever van de Matotsjkin Sjar. In november 1957 werden ze naar het vasteland gedeporteerd in verband met het feit dat de hele archipel was aangewezen als testterrein voor kernproeven (waarvan de eerste plaatsvonden nog voor de deportaties). Testterrein Soechoj Nos (terrein C) aan de zuidwestzijde was aangewezen voor kernproeven op Severnyeiland. Hier werd in 1961 ook de test gehouden met Tsar Bomba (4200 meter boven de grond), met 50 megaton de krachtigste kernproef ooit gehouden ter wereld.
Aan de noordoostzijde bevindt zich Kaap Zjelania, het meest oostelijke punt van Europa, waar een poolstation staat dat tijdens de Tweede Wereldoorlog werd beschoten door de Kriegsmarine. Momenteel is het een onbemand automatisch weerstation. Vier andere poolstations zijn inmiddels gesloten: Roesskaja Gavan (1932-1993) aan de noordwestzijde en Zaliv Blagopoloetsjia, Matotsjkin Sjar en Mys Vychodnoj (met vuurtoren) aan de zuidoostzijde. De laatste twee bevonden zich naast elkaar aan de noordzijde van de oostelijke monding van de Matotsjkin Sjar.
Er bevonden zich eerder drie kleine nederzettingen op het eiland (Fedkino, Archangelskoje en Krestovaja Goeba), die nu echter niet meer bestaan.